# French Prophets

Les French Prophets (« Prophètes français »), qui se faisaient aussi appeler « enfants de Dieu », est un groupe charismatique et millénariste qui s'est développé en Angleterre dans la première moitié du XVIIIe, autour de camisards réfugiés dans ce pays après la défaite de leur révolte en 1704. Peu structuré, ce mouvement dure peu et voit ses adhérents se rattacher graduellement aux différents groupes évangéliques issus du grand réveil, mais il trouve une prolongation dans un groupe émigré aux États-Unis, les Shakers. 

## Historique

### Origines
Dans le contexte général de la répression féroce du protestantisme par Louis XIV, la révolte des camisards est caractérisée par la prolifération du prophétisme. En effet, les persécutions conduisent les pasteurs et une partie de la bourgeoisie commerçante ou artisanale à émigrer, privant le petit peuple protestant de ses guides spirituels. Les prophètes vont combler ce vide et répondre aux angoisses des persécutés. Apparu dès 1688 en Dauphiné, le phénomène prophétique se propage aux Cévennes et à la Vaunage. Ce sont des prophètes qui dirigent de nombreux groupes de camisards dans les années 1702-1704, à commencer par Abraham Mazel et Esprit Séguier qui provoquent le premier fait d'armes de cette révolte le 24 juillet 1702 à Pont-de-Monvert. Le prophétisme des camisards est importé en Angleterre par des réfugiés en fuite après la reddition de certains de leurs chefs, notamment Jean Cavalier en 1704 et Élie Marion en 1705. Beaucoup de camisards, dont Élie Marion, quittent la France avec le projet de revenir y reprendre le combat. (D'autres comme Jean Cavalier se contentent de faire carrière dans un pays où le protestantisme n'est pas proscrit.) Passés par la Suisse et les Pays-Bas, plusieurs « prophètes cévenols » trouvent finalement à Londres la tolérance dont ils ont besoin.

### Développement en Angleterre
Prophétisant en public, ils se font rapidement connaître dans leur pays de refuge. Certains d'entre eux développent des visions millénaristes, annonçant que la fin du monde serait proche. Les Cévenols et leurs adeptes anglais proclament en public leurs prophéties, dans un style très bruyant et expressif, se livrent à des services d'adoration de nature extatique (chants, danses, soupirs, parfois chutes au sol et transes), et certains n'hésitent pas à manifester sur la voie publique ou dans des églises de manière parfois grotesque.
Pour répondre aux attaques que leur comportement excentrique leur attire, l'écrivain Maximilien Misson, un réfugié huguenot fils du pasteur de Sainte-Mère-Église, qui est aussi magistrat et précepteur, publie en 1707 un recueil des « inspirations » des prophètes, sous le nom de Théâtre sacré des Cévennes, aussitôt traduit en anglais par John Lacy, gentilhomme calviniste anglais, sous le titre A Cry From The Desert (Un cri depuis le désert - allusion aux tribulations du peuple hébreu dans le désert racontées dans l'Ancien Testament). Marion publie également ses « avertissements prophétiques ». Ces livres rencontrent un grand succès et le mouvement attire rapidement de nombreux Anglais, qui finissent par y être majoritaires. En plus de Lacy, Sir Richard Bulkeley, un noble anglo-irlandais, qui est aussi un savant, membre de la Royal Society, et le pasteur écossais Thomas Cotton font partie des premiers adeptes britanniques.
A la fin de 1707, la communauté compte vingt-trois nouveaux prophètes, dont quatorze femmes. Quelques sympathisants instruits, comme Lacy, l'avocat Thomas Dutton ou le pharmacien Thomas Emes, deviennent eux-mêmes des prophètes. Les membres anglais du groupe mettent bientôt l'accent sur la validation des miracles. Lacy pratique l'écriture automatique et parle en langues, Richard Bulkeley  atteste sa capacité à prononcer et traduire le latin lorsqu'il est sous l'emprise de l'esprit tandis que Dutton s'exprime en hébreu. Il y a des guérisons miraculeuses, notamment par John Lacy, qui pratique l'imposition des mains au cours de l'année 1707 et présente dès lors le don de guérison comme une preuve supplémentaire de l'authenticité de la mission des prophètes. L'accomplissement de « signes » devient également une caractéristique du mouvement.

### Difficultés rencontrées par lesFrench Prophets
Si les French Prophets ont trouvé au départ un accueil favorable parmi certains huguenots français réfugiés et certains protestants anglais, leur comportement excentrique, leur dénonciation des autorités religieuses et leur radicalité dans tous les domaines les fait rapidement devenir suspects aux yeux des autorités. Comme d'autres groupes religieux non-conformistes, ils inquiètent par leur remise en question de l'ordre établi et le risque de troubles qu'ils peuvent engendrer, cela dans un climat d'insécurité alimenté par les guerres entre la France et les puissances voisines. Ils sont aussi l'objet d'attaques venues du protestantisme établi tant anglican que réformé, et victimes d'émeutes populaires. Tout cela leur assure une publicité maximum ; il y a même un véritable emballement médiatique, avec 147 publications de libelles, tracts, livres, poèmes satyriques, chansons, etc. en quelques années, mais cela tourne rapidement à la persécution voire à l'émeute. Certains leaders passent en jugement mais les peines sont relativement légères. 
Difficulté d'un autre ordre, le groupe allait se déconsidérer par l'annonce, en 1708, d'un miracle de résurrection, celle du pharmacien Thomas Emes, qui était le premier membre notable des French Prophets à décéder. Après plusieurs mois d'exaltation et de surenchère prophétique, le miracle, annoncé avec précision de date et d'heure, ne se produisit pas, cela devant une foule considérable de badauds que l'événement avait fait converger vers le cimetière. Mais cette déconvenue ne fit pas pour autant immédiatement disparaitre le groupe des French Prophets qui se mit même à attirer de nouveaux adeptes.

### Tentative de mission et décroissance
Élie Marion lance alors l’idée de la "Grande Mission" : aller chercher de nouveaux adeptes au-delà de Londres et de son atmosphère délétère. Elle le conduit avec un groupe de missionnaires dans un périple européen passant par la Hollande où ils sont reçus notamment par le pasteur Jurieu à Rotterdam, puis l’Allemagne où ils visitent en particulier la ville de Halle, capitale du piétisme allemand, la Pologne et la Suède. Emprisonnés plusieurs mois par le roi de Pologne, ils y perdent leur santé. Après leur libération, ils se rendent à Istanbul, où ils n’osent pas parler en public puis partent pour Rome, mais Marion décède en chemin. Cela prive le groupe de son principal leader, le seul qui s'était quelque peu préoccupé de lui donner une organisation. En conséquence, les adeptes vont adhérer graduellement aux groupes issus du Great Awakening, à commencer par les conférences méthodistes. 

## Personnalités marquantes
- Élie Marion (1678-1713) est l'un des plus éduqués parmi les prophètes cévenols (niveau secondaire). Après avoir été l'un des chefs camisards pendant les années 1702-1705, il se réfugie en Angleterre où sa stature morale et intellectuelle le place d'emblée à la tête du groupe des French Prophets. Il est l'auteur d'un récit sur la Guerre des Cévennes, exhumé des archives et édité en 1931 par le pasteur Charles Bost[7]
- Parmi les soutiens de marque de ce groupe, on trouve plusieurs savants dont Nicolas Fatio de Duillier, Genevois membre de la Royal Society[8].

## Postérité

### Persistance des idées
Jean-Paul Chabrol identifie deux types de rémanence des idées des French Prophets, même si leur discours est rapidement devenu inintelligible et inaudible pour leurs contemporains et a fortiori pour les générations suivantes :
- l'héritage spirituel : ils ont alimenté le piétisme suisse par l'intermédiaire notamment de Nicolas Fatio, et de sa nièce Marie Huber, et ce milieu piétiste suisse sera le tremplin du réveil protestant francophone du XIXe siècle ;
- une postérité intellectuelle : 
  - Marie Huber sera lue par Jean-Jacques Rousseau, qui en tire inspiration ;
  - l'écrivain et philosophe anglais Lord Shaftesbury est amené à réfléchir sur le cas des "inspirés" en voyant les French Prophets à l’œuvre et il publie en 1708 A Letter Concerning Enthusiasm à leur sujet. Sa philosophie empreinte de théologie est créditée d'une importante influence sur la génération suivante des philosophes britanniques, et au-delà puisque Diderot s'intéresse à cet auteur, dont les œuvres complètes seront traduites en français en 1769.

### Prolongation du mouvement avec les Shakers
En 1747, un groupe de quakers de Manchester conduit par James et Jane Wardley, la Wardley Society, adopte les pratiques des French Prophets, et se voit affubler du surnom de shaking quakers (« trembleurs agités » est l'une des traductions possibles de ce sobriquet). En 1774, persécutés par les autorités anglaises, une partie de la Wardley Society émigre vers la Nouvelle-Angleterre sous la houlette d'une femme, Ann Lee, qui est devenue leur leader incontesté et se fait appeler Mother Ann. Ce groupe se réclame ouvertement des French Prophets dont ils conservent le style de service religieux, tout en y ajoutant graduellement des chorégraphies et des chants bien structurés.